# 佛氏通泉草
佛氏通泉草（学名：Mazus fauriei），又名台湾通泉草，为通泉草科通泉草属下的一个种。